# Wachstaft
Als Wachstaft oder Gesundheitstaft bezeichnet man eine Leinwand oder Taft, mit einem Wachsfirnis überzogen, der bereitet wird durch Kochen von
- 6 Teilen Leinöl mit
- 1 1/2 Teilen Bleiglätte
- 1/3 Teil Mennige
- 1/4 Teil Kolophonium
- 1/8 Teil Terpentin und
- einem Farbstoff.

Man benutzte den Wachstaft zum Umwickeln rheumatischer oder gichtischer Körperteile, zur Herstellung von Regenmänteln, Hutüberzügen, Kleidereinlagen etc.